# República (partido político)
República (en eslovaco: Republika) es un partido político de extrema derecha eslovaco dirigido por Milan Uhrík. El partido a menudo es considerado como neofascista.
Fundado en marzo de 2021 por Uhrík y otros exmiembros del partido neonazi de extrema derecha Partido Popular Nuestra Eslovaquia (ĽSNS) de Marian Kotleba, el movimiento se hizo cargo y cambió el nombre del partido existente Voz del Pueblo dirigido por Peter Marček, que solo tenía 50 miembros en 2018. Más tarde, Marček fue expulsado del partido.
Debido a la deserción de los antiguos representantes de ĽSNS, el partido tiene cinco escaños en el Consejo Nacional de la República Eslovaca. Uhrík fue elegido miembro del Parlamento Europeo por ĽSNS en 2019. Aunque, por lo tanto, el partido tiene presencia en el Parlamento Europeo, sigue sin estar afiliado a ningún grupo del Parlamento Europeo.

## Historia
El partido se formó el 9 de marzo de 2021 al hacerse cargo y cambiar el nombre de un partido político ya establecido, la Voz del Pueblo (en eslovaco: Hlas Ľudu). Antes de esto, el partido estaba dirigido por Peter Marček, y solo tenía 50 miembros a partir de 2018. Milan Uhrík se convirtió en el nuevo presidente del partido. Junto con Uhrík, otros exmiembros del partido neonazi de extrema derecha ĽSNS se unieron al partido recién renombrado. Esto incluyó a Milan Mazurek, Miroslav Suja, Ondrej Ďurica y Eduard Kočiš, entre otros.
Marček fue expulsado del partido en junio de 2022. El partido lo acusó de "hacer su propia política" sin consultar a Uhrík. Marček, sin embargo, los acusó de tendencias y creencias neonazis, y declaró que sus objeciones eran la razón principal de su despido.
El partido tenía 1044 miembros en 2022.

## Posiciones políticas
Los expertos políticos consideran que el partido pertenece a la extrema derecha y es populista de derechas.  El partido es generalmente descrito como neofascista por las publicaciones de noticias, pero algunos expertos políticos cuestionan esta descripción.

## Resultados electorales
| Fecha | Votos        | %    | Diputados | +/- | Estatus            |
| ----- | ------------ | ---- | --------- | --- | ------------------ |
| 2023  | 141.099 (#8) | 4,75 | 0/150     |     | Extraparlamentario |